# بيير ألفونس لوران
بيير ألفونس لوران (بالفرنسية: Pierre Alphonse Laurent )‏ (و. 1813 – 1854 م) هو رياضياتي، وضابط، ومهندس، من فرنسا، ولد في باريس، توفي في باريس، عن عمر يناهز 41 عاماً.

## التعليم
تعلم في المدرسة المتعددة التكنولوجية، وÉcole d'application de l'artillerie et du génie ‏.

## أعمال بارزة
من أهم أعماله:
- متسلسلة لورنت.

## الخدمة العسكرية
خدم في هندسة عسكرية.